# Olympische Sommerspiele 2016/Teilnehmer (Nauru)
| Gelbes Symbol für Goldmedaillen mit stilisierten Olympischen Ringen | Graues Symbol für Silbermedaillen mit stilisierten Olympischen Ringen | Braundes Symbol für Bronzemedaillen mit stilisierten Olympischen Ringen |
| ------------------------------------------------------------------- | --------------------------------------------------------------------- | ----------------------------------------------------------------------- |
| —                                                                   | —                                                                     | —                                                                       |

Nauru nahm in Rio de Janeiro an den Olympischen Spielen 2016 teil. Es war die insgesamt sechste Teilnahme an Olympischen Sommerspielen. Das Nauru Olympic Committee nominierte zwei Athleten in zwei Sportarten.

## Teilnehmer nach Sportarten

### Gewichtheben
| Athleten          | Wettbewerb       | Reißen  | Reißen | Stoßen  | Stoßen | Zweikampf | Zweikampf | Rang |
| Athleten          | Wettbewerb       | Gewicht | Rang   | Gewicht | Rang   | Gewicht   | Rang      | Rang |
| ----------------- | ---------------- | ------- | ------ | ------- | ------ | --------- | --------- | ---- |
| Männer            |                  |         |        |         |        |           |           |      |
| Elson Brechtefeld | Klasse bis 56 kg | 98 kg   | 17     | 125 kg  | 15     | 223 kg    | 15        | 15   |

### Judo
| Athleten   | Wettbewerb       | 1. Runde | 1. Runde    | 2. Runde            | 2. Runde    | Viertelfinale | Viertelfinale | Halbfinale / Trostrunde | Halbfinale / Trostrunde | Finale / Platz 3 | Finale / Platz 3 | Rang |
| Athleten   | Wettbewerb       | Gegner   | Ergebnis    | Gegner              | Ergebnis    | Gegner        | Ergebnis      | Gegner                  | Ergebnis                | Gegner           | Ergebnis         | Rang |
| ---------- | ---------------- | -------- | ----------- | ------------------- | ----------- | ------------- | ------------- | ----------------------- | ----------------------- | ---------------- | ---------------- | ---- |
| Männer     |                  |          |             |                     |             |               |               |                         |                         |                  |                  |      |
| Ovini Uera | Klasse bis 90 kg | R. James | 100s0:000s1 | Warlam Liparteliani | 000s0:100s1 | ausgeschieden | ausgeschieden | ausgeschieden           | ausgeschieden           | ausgeschieden    | ausgeschieden    | 9    |